# Dendromastigophora flagellifera
Dendromastigophora flagellifera là một loài rêu tản trong họ Mastigophoraceae. Loài này được (Hook.) R.M. Schust. miêu tả khoa học lần đầu tiên năm 1987.